# فاکس‌کان
فاکس‌کان (به انگلیسی: Foxconn) که نام تجاری شرکت هون‌های پرسیژن اینداستری (به انگلیسی: Hon Hai Precision Industry Co. , Ltd) می‌باشد، یک شرکت فناوری چندملیتی تایوانی و بزرگترین تولیدکنندهٔ قطعات رایانه‌ای و الکترونیکی جهان است. این شرکت واحد صنعتی بزرگی در شهر شنژن چین دارد و بزرگترین صادرکننده این کشور محسوب می‌شود. این شرکت در سال ۱۹۷۴ توسط تری گو راه‌اندازی شد. طبق آمار سپتامبر ۲۰۱۰، هون‌های ۲۱۰۰۰ اختراع ثبت کرده و با درآمد فروشی معادل ۵۹ میلیارد دلار آمریکا، در کل ۹۲۰٬۰۰۰ کارمند (۱۵۰۰۰ مهندس طراح در آمریکا، ژاپن، چین و تایوان) دارد.
فاکس‌کان طرف قرارداد دیگر شرکت‌های بزرگ فروش رایانه و قطعات الکترونیکی چون آمازون، دِل، اپل، گوگل، بلک‌بری، سونی، اچ‌پی، نوکیا، موتورولا، مایکروسافت، سیسکو، میزو و توشیبا می‌باشد و ۷۵ درصد محصولات شرکت آمریکایی اینتل و درصد بسیار بالایی از محصولات شرکت‌های اپل، دل و صدها شرکت دیگر را تولید می‌کند. از جمله قطعات رایانه‌های رومیزی شرکت دل و اچ‌پی، قطعات گوشی‌های تلفن همراه نوکیا و موتورولا، آی پد، آی فون و برخی مدل‌های آی‌پاد شرکت اپل، پلی‌استیشن سونی، وی نینتندو و غیره.
این شرکت سعی دارد محصولات خود را در آسیا با نام WinFast و در غرب با نام Foxconn، مستقیماً وارد بازار مصرف‌کنندگان شود. کارخانه تولیدی بزرگ فاکس‌کان در سال ۱۹۸۸ در حومه شهر شنژن کشور چین افتتاح شد که اکنون بیش از ۵۰۰۰۰۰ کارگر در آن مشغول به کارند. این کارخانه برای کارگران، دارای اقامتگاه، فروشگاه، بانک، رستوران، کتابفروشی، بیمارستان و یک شبکه تلویزیونی به نام «فاکس‌کان تی‌وی» است و در فضای ۳ کیلومتر مربع به دور آن حصار کشیده شده که به «شهر فاکس‌کان» یا گاه «شهر آی‌پاد» معروف است.
محصولات شرکت فاکس‌کان، رایانه، دستگاه‌های الکترونیکی، مخابراتی، کابل‌های رابط، نمایشگر مسطح، کنسول بازی، مادربورد، رایانه کارساز (سرور) و تلویزیون را شامل می‌شود.
فاکس کان سابقا به تولید مادربرد رایانه های شخصی مشغول بود ولی در سال ۲۰۱۹ تولید مادربرد رایانه‌های شخصی را متوقف کرد و به پروژه‌هایی مانند تولید مودم های 5G و نانو پی‌سی‌ها مشغول شد و با تعطیل کردن سایت فاکس‌کان چنل پشتیبانی خود از تمام مادربردهای تولیدی خود را برداشت این شرکت پیش از توقف تولید مادربرد یکی از بهترین تولید کنندگان مادربرد در جهان بود.

## انتقاد

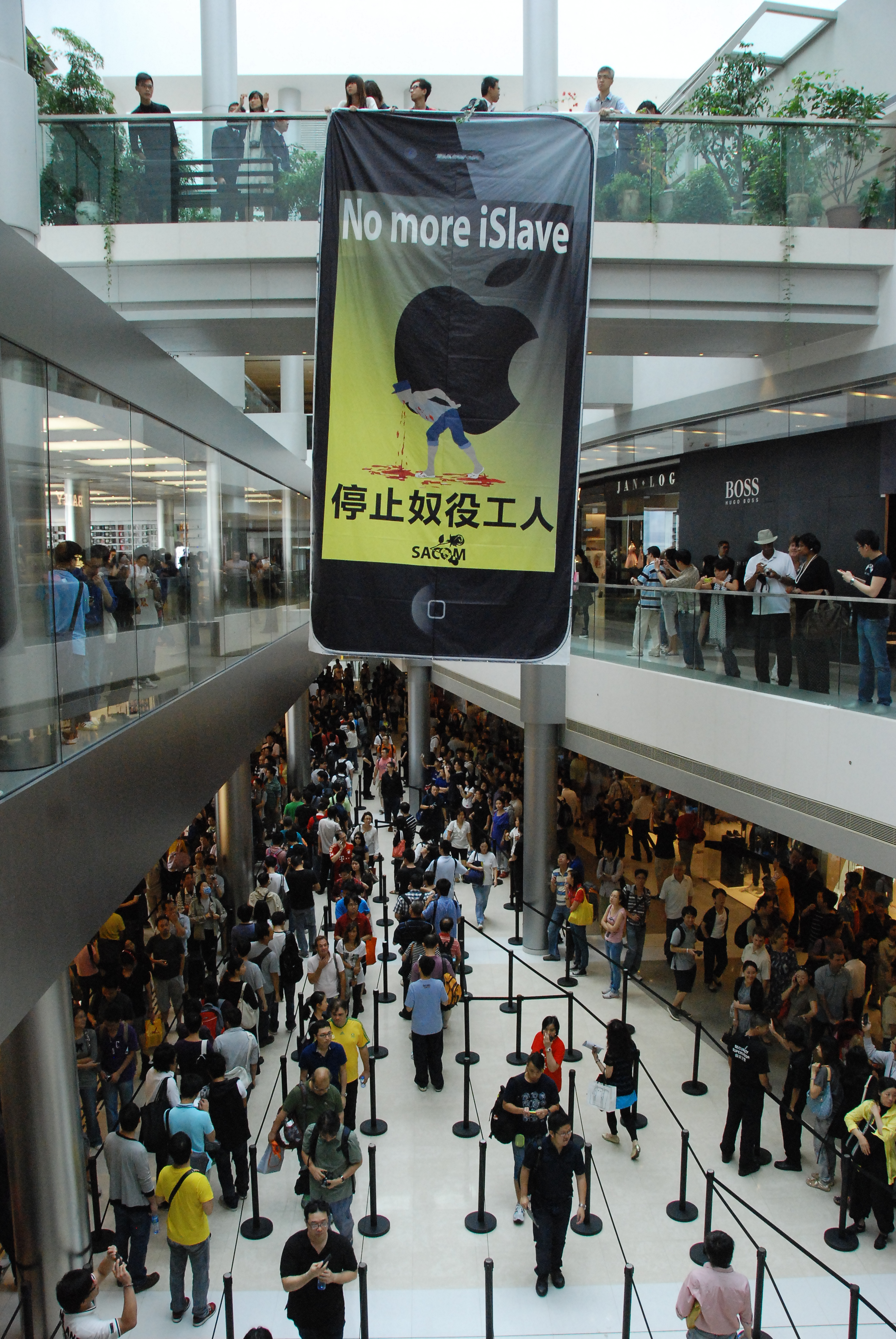
شرکت فاکس‌کان

خودکشی کارگران در نه ماه اول سال ۲۰۱۰ در کارگاه‌ها طی ساعات کار:
به گفته مجله اشپیگل و بسیاری منابع دیگر، کارمندان و کارگران شرکت فاکس‌کان در خاک چین و تایوان از پایین‌ترین استانداردهای رفاهی دنیای کار امروزی برخوردار نیستند و اکثر کارگران تا اواسط سال ۲۰۱۰ با ۱۶ ساعت کار در روز (تقریباً ۴۰۰ ساعت در ماه) اجرتی برابر ۴۰ یورو ماهانه دریافت می‌کردند. به گفته وال استریت ژورنال، به علت پاسخگویی به اعتراضات، در نیمه دوم سال ۲۰۱۰ حقوق بسیاری از کارگران ماهانه تا مرز ۱۴۳ دلار، در این شرکت اضافه شده‌است.
در پنج ماه اول سال ۲۰۱۰، سیزده کارگر با بیرون پریدن از پنجره محل کار دست به خودکشی زده‌اند. برای جلوگیری از این خودکشی‌ها و حفظ آبرو، کارفرما در دورتادور برخی اماکن تولیدی حفاظ و جان پناه توری نصب کرده‌است. صحبت بین کارگران و رفتن به توالت خارج از وقت‌های مجاز اکیداً ممنوع است و کارگران در صورت عدم رعایت، با جرائم سنگین از جمله اخراج فوری روبرو می‌شوند. مدتیست کارگران می‌بایست در قرارداد کاری تعهد کنند که در ساعات خدمت دست به خودکشی نخواهند زد. در صورت عدم رعایت، برای بازماندگان کارگر مقتول ضررهای مالی پیش‌بینی شده‌است.
در ماه ژانویه ۲۰۱۲ سیصد کارگر برای اعتراض به قول شکنی کارفرما در رابطه با اضافه کردن دستمزدها به صورت دسته جمعی بروی پشت بام یکی از کارگاه‌ها رفته و تهدید به خودکشی دسته جمعی کردند. اعتراض کار گران بی‌نتیجه ماند زیرا انبوه داوطلبان کار بخاطر فقر شدید در جامعه کارگری چین پشت دروازه‌های فاکس کان به صف ایستاده‌اند.